# Podgórki, Tỉnh West Pomeranian
Podgórki [pɔdˈɡurki] (trước đây là tiếng Đức tiếng Đức Puddiger) là một ngôi làng thuộc khu hành chính của Gmina Malechowo, thuộc hạt Sławno, West Pomeranian Voivodeship, ở phía tây bắc Ba Lan. Nó nằm khoảng 9 kilômét (6 mi)  phía đông nam Malechowo, 11 km (7 mi) phía nam Sławno và 165 km (103 mi) về phía đông bắc của thủ đô khu vực Szczecin.
Trước năm 1945, khu vực này là một phần của Đức. Đối với lịch sử của khu vực, xem Lịch sử của Pomerania.
Làng có dân số 220 người.